# 岐阜県立中津高等学校付知分校
岐阜県立中津高等学校付知分校（ぎふけんりつなかつこうとうがっこうつけちぶんこう）は、かつて岐阜県恵那郡付知町（現・中津川市付知町）にあった公立の高等学校の分校。

## 概要
中津高等学校の夜間定時制の分校であった。岐阜県立の高等学校の分校であったが、設置者は付知町であった。
付知中学校に隣接していた。

## 沿革
- 1948年（昭和23年）7月12日 - 恵那郡付知町に岐阜県立中津工業高等学校付知分校として開校。夜間定時制で木工科、農業科、家政科を設置。校舎は付知中学校の校舎の一部を使用する。
- 1949年（昭和24年）4月 - 中津工業高等学校が岐阜県立中津高等学校に統合される。同時に岐阜県立中津高等学校付知分校に改称する。木工科、農業科、家政科を廃止し、夜間定時制普通科を設置。普通科には木材工芸、農業、商業、家庭コースを設置。
- 1954年（昭和29年）4月 - 商業コースを廃止。
- 1955年（昭和30年）4月 - 付知中学校の隣接地に独立校舎が完成。校舎は付知町立北小学校の旧校舎を転用。
- 1957年（昭和32年）4月 - 木材工芸コースを廃止。
- 1970年（昭和45年）
  - 6月 - 恵北高校設立推進協議会が発足。全日制高校の設置にあたり、「中津高等学校の3つの分校（福岡分校・加子母分校・付知分校）の廃校」「校地は3町村で用意する」などが決まる。
  - 11月 - 新設される全日制高校の名称が恵那北高等学校に決まり、校地が福岡町田瀬に決まる。校地決定のさいには、付知町は恵那北高校から離れているため反対運動があったため、付知分校の廃校を延期することとなる。
- 1971年（昭和46年）3月 - 募集を停止する。
- 1974年（昭和49年）3月 - 廃校。廃校時の生徒数は22名。